# Sentier Dobson
Le sentier Dobson (anglais : Dobson Trail) est un sentier de randonnée situé au sud-est du Nouveau-Brunswick. Ce sentier de 58,3 km relie la ville de Riverview au parc national de Fundy. Il fait partie du sentier Nouveau-Brunswick.